# Patryk Szczerbiński
Patryk Szczerbiński (ur. 14 listopada 1993 w Koszalinie) – polski kierowca wyścigowy. W latach 2012–2013 kierowca zespołu Verva Racing Team w Porsche Supercup.

## Wyniki

### Porsche Supercup
| Legenda oznaczeń w tabelach wyników Wyświetl szablon na nowej stronie | Legenda oznaczeń w tabelach wyników Wyświetl szablon na nowej stronie                                                                     |
| Oznaczenie                                                            | Wyjaśnienie |
| --------------------------------------------------------------------- | --- |
| Złoty                                                                 | Zwycięzca lub mistrzostwo |
| Srebrny                                                               | 2. miejsce lub wicemistrzostwo |
| Brązowy                                                               | 3. miejsce lub II wicemistrzostwo |
| Zielony                                                               | Ukończył, punktował (w klasyfikacji generalnej, gdy zdobył co najmniej jeden punkt na przestrzeni sezonu, poza trzema powyższymi opcjami) |
| Niebieski                                                             | Ukończył, nie punktował (w klasyfikacji generalnej, gdy nie zdobył co najmniej jednego punktu na przestrzeni sezonu)                      |
| Czerwony                                                              | Nie zakwalifikował się (NZ) |
| Czerwony                                                              | Nie prekwalifikował się (NPK) |
| Różowy                                                                | Nie ukończył (NU) |
| Różowy                                                                | Niesklasyfikowany (NS) (w klasyfikacji generalnej, gdy nie został sklasyfikowany w żadnym wyścigu sezonu)                                 |
| Czarny                                                                | Zdyskwalifikowany (DK) |
| Czarny                                                                | Wykluczony (WYK/EX) |
| Biały                                                                 | Nie wystartował (NW) |
| Biały                                                                 | Kontuzjowany (K/INJ) |
| Biały                                                                 | Wyścig odwołany (OD/C) |
| Bez koloru                                                            | Został wycofany (WYC/WD) |
| Bez koloru                                                            | Nie przybył (NP/DNA) |
| Bez koloru                                                            | Nie brał udziału w treningach (NT/DNP) |
| Bez koloru                                                            | Nie został zgłoszony (–) |
| Pogrubienie                                                           | Start z pole position |
| Kursywa                                                               | Najszybsze okrążenie wyścigu |
| †                                                                     | Nie ukończył, ale jego rezultat został zaliczony ze względu na przejechanie więcej niż 90% dystansu wyścigu.                              |
| *                                                                     | Sezon w trakcie |
| 1/2/3                                                                 | Punktowana pozycja w sprincie kwalifikacyjnym                                                                                             |
| Lista systemów punktacji Formuły 1                                    | |

| Sezon | Zespół            | Wyniki w poszczególnych eliminacjach | Wyniki w poszczególnych eliminacjach | Wyniki w poszczególnych eliminacjach | Wyniki w poszczególnych eliminacjach | Wyniki w poszczególnych eliminacjach | Wyniki w poszczególnych eliminacjach | Wyniki w poszczególnych eliminacjach | Wyniki w poszczególnych eliminacjach | Wyniki w poszczególnych eliminacjach | Wyniki w poszczególnych eliminacjach | Punkty | Pozycja |
| ----- | ----------------- | ------------------------------------ | ------------------------------------ | ------------------------------------ | ------------------------------------ | ------------------------------------ | ------------------------------------ | ------------------------------------ | ------------------------------------ | ------------------------------------ | ------------------------------------ | ------ | ------- |
| 2012  | Verva Racing Team | BHR1                                 | BHR2                                 | MCO                                  | VAL                                  | GBR                                  | DEU                                  | HUN1                                 | HUN2                                 | BEL                                  | ITA                                  | 66     | 10      |
| 2012  | Verva Racing Team | 10                                   | 10                                   | 14                                   | 13                                   | 5                                    | 6                                    | 12                                   | 13                                   | 9                                    | 10                                   | 66     | 10      |
| 2013  | Verva Racing Team | ESP                                  | MCO                                  | GBR                                  | DEU                                  | HUN                                  | BEL                                  | ITA                                  | ARE1                                 | ARE2                                 |                                      | 24     | 16      |
| 2013  | Verva Racing Team | 15                                   | 14                                   | 10                                   | NU                                   | 6                                    | NU                                   | 19                                   | 18                                   | 15                                   |                                      | 24     | 16      |

### Statystyki
| Sezon | Seria                   | Zespół            | Wyścigi | Zwycięstwa | PP | NO | Podium | Punkty | Pozycja |
| ----- | ----------------------- | ----------------- | ------- | ---------- | -- | -- | ------ | ------ | ------- |
| 2010  | Autosport Young Guns    | Falcon Motorsport | 13      | 3          | 5  | 6  | 11     | 344    | 1       |
| 2011  | InterSteps Championship | Falcon Motorsport | 20      | 6          | 3  | 4  | 10     | 466    | 3       |
| 2012  | Porsche Supercup        | Verva Racing Team | 10      | 0          | 0  | 0  | 0      | 66     | 10      |
| 2013  | Porsche Supercup        | Verva Racing Team | 9       | 0          | 0  | 0  | 0      | 24     | 16      |